# Sanhaçu-vermelho
Piranga rubra, conhecido popularmente por sanhaçu-vermelho ou sanhaçu-verão, é uma ave passeriforme da família Cardinalidae.

## Descrição
O sanhaçu-vermelho mede aproximadamente 17 cm de comprimento e pesa, em média, 30 gramas. Apresenta dimorfismo sexual: o macho adulto possui plumagem uniformemente vermelho-vivo, com as pontas das asas negras; as fêmeas apresentam coloração olivácea, com a coroa e as partes inferiores amareladas. Os imaturos lembram as fêmeas adultas, com os jovens machos apresentando plumagem parcialmente vermelha e amarela.

## Alimentação
A espécie é frequentemente vista forrageando no topo das árvores, mas algumas vezes captura insetos durante o voo. Sua dieta consiste principalmente de insetos, especialmente vespas e abelhas, mas também inclui bagas. Apreciam, em especial, os frutos de Cymbopetalum mayanum (Annonaceae).

## Distribuição e habitat
Seu habitat inclui áreas abertas arborizadas, sobretudo com carvalhos, bem como clareiras e bordas de matas secundárias. É encontrado do sul dos Estados Unidos ao norte da América do Sul, sendo um migrante extremamente raro no oeste da Europa. No Brasil, pode ser registrado na região do Alto Amazonas e do Rio Negro, no estado do Amazonas.

## Reprodução
Constrói o ninho em forma de xícara em um galho horizontal de baixa elevação. O ninho é feito de cortiça, galhos e folhas e entrelaçado da mesma forma que outros membros da família. Os ovos medem 92x64 cm e são levemente azuis-esverdeados, salpicados com manchas castanho-avermelhadas.